# 3003
3003（三千三、さんぜんさん）は自然数、また整数において、3002の次で3004の前の数である。

## 性質
- 3003は合成数であり、約数は1, 3, 7, 11, 13, 21, 33, 39, 77, 91, 143, 231, 273, 429, 1001, 3003である。
  - 約数の和は5376。
- 130番目の回文数である。1つ前は2992、次は3113。
- 3003 = 1 + 2 + 3 + 4 + 5 + 6 + 7 + 8 + 9 + 10 + 11 … + 77
  - 77番目の三角数である。1つ前は2926、次は3081。
  - 三角数において各位の和も三角数になる43番目の数である。1つ前は2850、次は3160。(オンライン整数列大辞典の数列 A062099)
  - 三角数が回文数になる9番目の数である。1つ前は666、次は5995。(オンライン整数列大辞典の数列 A003098)
  - 回文数番目の三角数で回文数になる5番目の数である。1つ前は66、次は66066。(オンライン整数列大辞典の数列 A229236)
- 3003 = 3 × 7 × 11 × 13
  - 84番目の四素合成数である。1つ前は2990、次は3010。(オンライン整数列大辞典の数列 A046386)
- 39番目の六角数である。1つ前は2850、次は3160。
- 3003 = 15!/10!/5!
  - n = 15 のときの n!/(n－5)!/5! の値とみたとき1つ前は2002、次は4368。(オンライン整数列大辞典の数列 A000389)
- 3003 = 14!/8!/6!
  - n = 14 のときの n!/(n－6)!/6! の値とみたとき1つ前は1716、次は5005。(オンライン整数列大辞典の数列 A000579)
- 3003 = 14!/6!/8!
  - n = 14 のときの n!/(n－8)!/8! の値とみたとき1つ前は1287、次は6435。(オンライン整数列大辞典の数列 A000581)
- 3003 = 15!/5!/10!
  - n = 15 のときの n!/(n－10)!/10! の値とみたとき1つ前は1001、次は8008。(オンライン整数列大辞典の数列 A001287)
- 各位の和が6になる65番目の数である。1つ前は2400、次は3012。

## その他 3003 に関連すること
- パスカルの三角形に8回現れる数として知られている唯一の数である。
  - 8回を超えて現れる数は知られていない。シングマスター予想を参照。
  - 3003はパスカルの三角形の15段目の左から7番目と9番目、16段目の左から6番目と11番目、79段目の左から3番目と77番目、3004段目の左から2番目と3003番目に現れる。
- PORNO 3003は、ピチカート・ファイヴのシングル。